# Phyllanthus caraculiensis
Phyllanthus caraculiensis är en emblikaväxtart som beskrevs av Jean F.Brunel. Phyllanthus caraculiensis ingår i släktet Phyllanthus och familjen emblikaväxter.
Artens utbredningsområde är Angola. Inga underarter finns listade i Catalogue of Life.